# Альварес, Феликс
Жозеп Феликс Альварес Бласкес (кат. Josep Felix Álvarez Blásquez; 10 июля 1966) — андоррский футболист, полузащитник. Выступал за национальную сборную Андорры.

## Биография

### Клубная карьера
С 1996 года по 1999 год выступал за команду чемпионата Андорры — «Принсипат». В июле 1997 года провёл один матч за «Принсипат» в первом квалификационном раунде Кубка УЕФА против шотландского «Данди Юнайтед». Встреча завершилась поражением со счётом (0:8). Эта игра стала дебютной для команд из Андорры в еврокубках. По сумме двух игр андоррцы уступили со счётом (0:17). В июле 1998 года провёл две игры в первом отборочном раунде Кубка УЕФА против венгерского «Ференцвароша». В итоге «Принсипат» не прошёл в следующий раунд, уступив со счётом (1:14). В августе 1999 года сыграл в двух играх предварительного раунда Кубка УЕФА против норвежского «Викинга». Андоррцы уступили со счётом (0:18) и покинули турнир.
В 2000 году стал игроком «Констелласьо Эспортива». В финале Кубка Андорры Альварес отличился забитым голом в матче, а его команда обыграла «Энкам» со счётом (6:0). В чемпионате Андорры «Констелласьо Эспортива» также одержала победу, что позволило команде играть в еврокубках. В предварительный раунд Кубка УЕФА Феликс провёл два матч против испанского «Райо Вальекано». По сумме двух встреч андоррцы уступили со счётом (0:16).
С 2002 года по 2003 год являлся игроком клуба «Андорра» из Андорра-ла-Вельи, которая играла в низших дивизионах Испании. Затем Феликс играл за «Сан-Жулию» и летом 2005 года провёл одну игру в Кубке УЕФА против румынского «Рапида» из Бухареста. Встреча завершилась со счётом (0:5), а по сумме двух матчей андоррцы уступили (0:10). Вновь в еврокубках Альварес выступил 24 июня 2006 года в Кубке Интертото против словенского «Марибора» (0:5). В следующей игре «Сан-Жулиа» вновь уступила (0:5) и вылетела из розыгрыша кубка.

### Карьера в сборной
13 ноября 1996 года национальная сборная Андорры проводила свой первый международный матч против Эстонии и Исидре Кодина вызвал Феликса в стан команды. Товарищеская встреча закончилась поражением сборной карликового государства со счётом (1:6), Альварес отыграл всю игру. Спустя полгода вновь сыграл против Эстонии (1:4).
В феврале 2000 года провёл один матч на турнире Ротманс, который проходил на Мальте. Феликс сыграл против Албании (0:3), выйдя на 85 минуте вместо Ильдефонс Лима. 26 апреля 2000 года сыграл в матче против Беларуси. Встреча закончилась победой андоррцев со счётом (2:0), команде княжества тогда впервые в истории удалось одержать победу. В квалификации на чемпионат мира 2002 года провёл лишь одну игру против Эстонии (0:1), а в отборе на чемпионат Евпроы сыграл в двух играх с Эстонией (0:2) и Бельгией (0:3). В последний раз в футболке сборной Андорры играл 13 июня 2003 года в поединке против Габона (0:2).
Всего за сборную Андорры провёл 8 игр.

## Достижения
- Чемпион Андорры (1): 1999/00
- Обладатель Кубка Андорры (1): 2000